# Callisia navicularis
Callisia navicularis är en himmelsblomsväxtart som först beskrevs av Karl Eduard Ortgies, och fick sitt nu gällande namn av David Richard Hunt. Callisia navicularis ingår i släktet sköldpaddstuvor, och familjen himmelsblomsväxter. Inga underarter finns listade.

## Bildgalleri

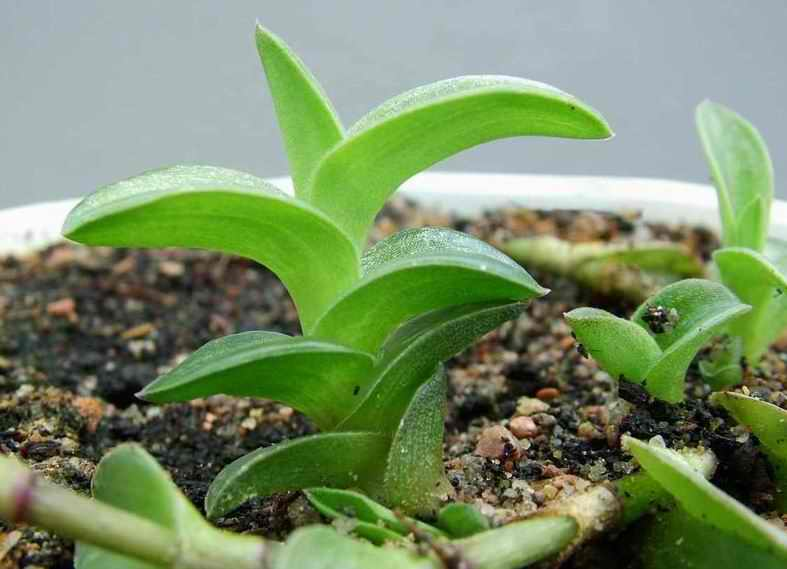
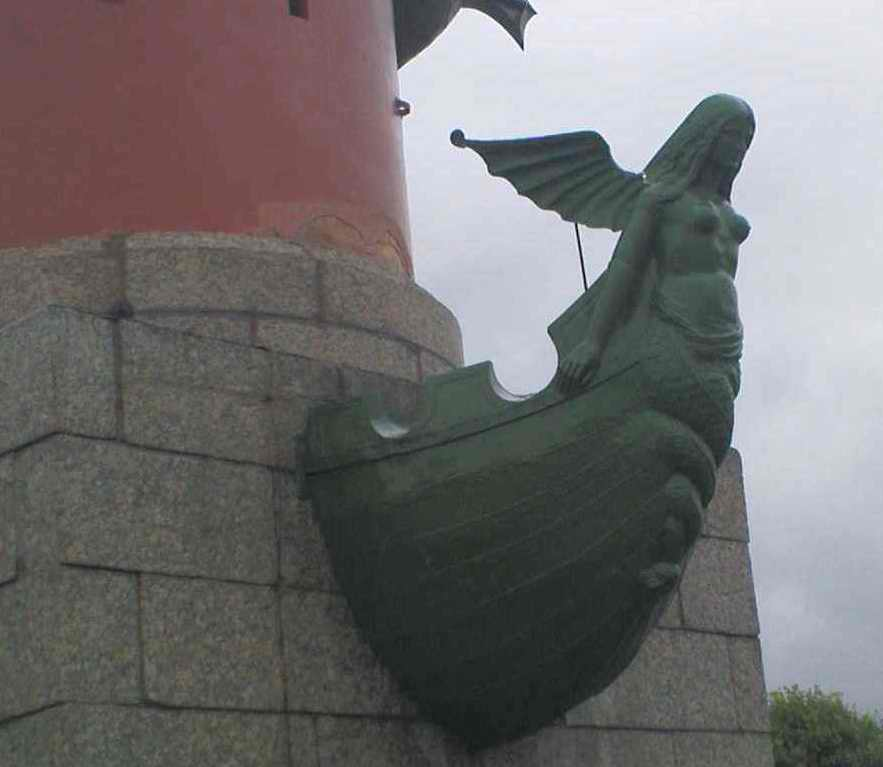